# 422 Berolina
422 Berolina là một tiểu hành tinh ở vành đai chính. Nó được G. Witt phát hiện ngày 8.10.1896 ở Berlin và được đặt theo tên tiếng Latinh của thành phố Berlin. Đây là tiểu hành tinh thứ nhất trong số 2 tiểu hành tinh do ông phát hiện. (tiểu hành tinh thứ hai là 433 Eros).
Mặc dù nó có quỹ đạo tương tự như quỹ đạo của nhóm tiểu hành tinh Flora, nhưng nó không liên quan tới nhóm này, vì không thuộc tiểu hành tinh kiểu S như nhóm này. (xem PDS asteroid taxonomy data set Lưu trữ ngày 19 tháng 11 năm 2003 tại archive.today).